# Софі де Клозе
Софі́ де Клозе́ (фр. Sophie de Closets; нар. 1978) — французька видавниця, редакторка, історик та підприємиця. З 2014 року є директором паризького видавництва Фаяр.

## Біографія
Дочка французького письменника й журналіста Франсуа де Клозе. Закінчила Вищу нормальну школу.
З 2004 року працює у видавництві Фаяр, директором якого вона офіційно стала з 1 січня 2014 року.
Одружена, мати двох дітей.